# Artois

Lage der ehemaligen Grafschaft in Frankreich

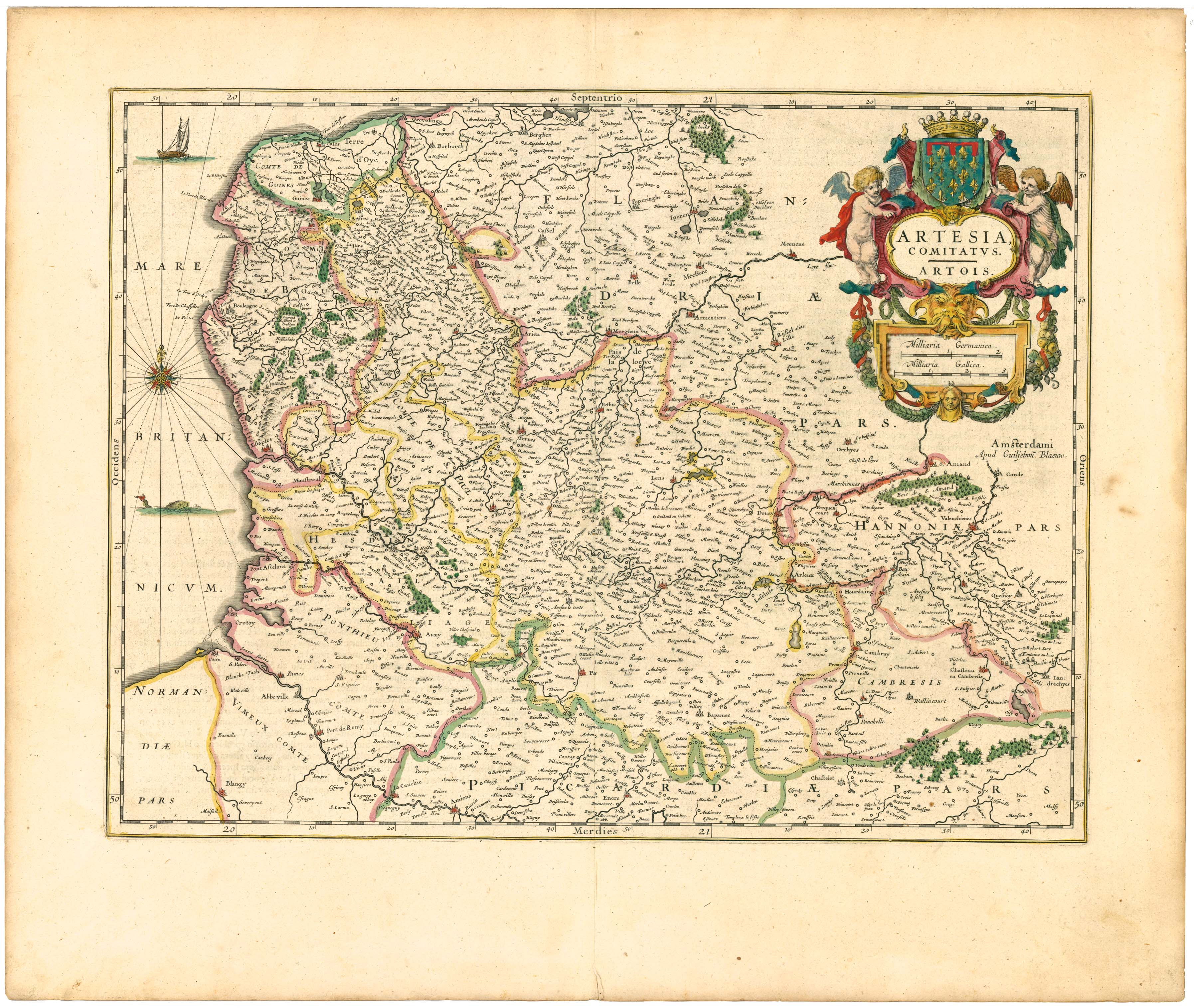
Historische Karte der Grafschaft Artois von 1645

Provinzen Frankreichs (1477). Die burgundischen Territorien in Gelb; die rote Grenze zwischen Frankreich und dem Heiligen Römischen Reich verläuft quer hindurch. Das Artois ist Teil der französischen Burgundergebiete.

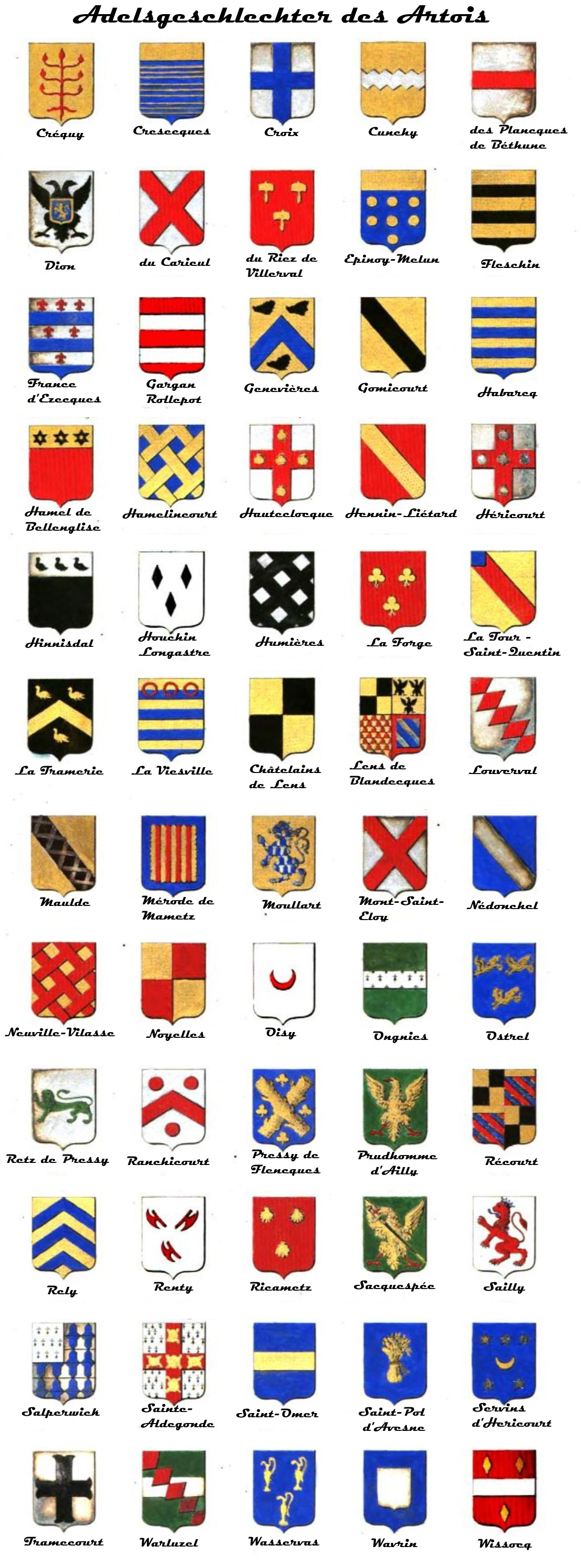
Adelsgeschlechter von Artois

Artois (niederländisch Artesië; deutsch auch Artesien) ist eine historische Provinz im Norden Frankreichs. Artois liegt im Inneren des Départements Pas-de-Calais, dessen westlicher Teil das frühere Boulonnais bildet. Die Fläche der Provinz beträgt in etwa 4000 Quadratkilometer bei einer Bevölkerung von etwa einer Million Einwohnern. Artois liegt am westlichen Ende des nordfranzösischen Kohlereviers.
Die wichtigsten Städte der Provinz waren Arras, Saint-Omer, Lens und Béthune.

## Geschichte

### Karolingisches Stammgebiet zwischen Frankreich und dem Heiligen Römischen Reich
Das Artois war ursprünglich eine karolingische Grafschaft, zu der die Grafen Odalrich Ende des 8. Jahrhunderts und Ecfrid Ende des 9. Jahrhunderts bezeugt sind. Im Jahr 898 wurde das Artois von Graf Balduin II. in die Grafschaft Flandern integriert. 1180 gliederte Philipp von Elsass, Graf von Flandern, das Artois als Mitgift für seine Nichte Isabelle von Hennegau anlässlich ihrer Heirat mit dem französischen König Philipp August aus.
1190 starb Isabelle und Philipp behielt das Artois, gab es aber 1200 mit dem Frieden von Péronne wieder heraus. Mit dem Vertrag von Guînes 1212 wurden Saint-Omer, Aire-sur-la-Lys und Guînes abgetreten und im Gegenzug die entführte Gräfin Johanna I. und ihr Ehemann Ferdinand freigelassen. Nach der Niederlage in der Schlacht von Bouvines 1214 und mit dem Vertrag von Melun 1226 ging das gesamte Artois an die französische Krone.
1237 wurde das Land dann für Robert I., einen Enkel Philipps und Isabelles, zur französischen Grafschaft erhoben. 1384 geriet es unter die Herrschaft der Herzöge von Burgund. Mit der burgundischen Erbschaft 1477 fiel das Artois an das Haus Habsburg, zu dessen spanischer Linie es von 1556 bis 1659 gehörte. 1579 wurde in Arras die Union von Arras geschlossen. In das französische Besitztum ging Artois erst mit dem Pyrenäenfrieden von 1659 wieder ein.

### Französische Provinz
Während der zweiten Hälfte des 19. Jahrhunderts profitierte die Gegend von einem industriellen Aufschwung, der auf die reichen Kohlevorkommen zurückzuführen war. Während des Ersten Weltkrieges verlief die Frontlinie zwischen deutschen und alliierten Truppen durch die Provinz und führte zur völligen Zerstörung von Infrastruktur und Landschaft. Noch heute findet man zwischen La Bassée und Arras Dutzende von Soldatenfriedhöfen und Denkmälern, allerdings kaum noch Stellungsreste. Am beeindruckendsten sind dabei die Höhen von Vimy (Kanadisches Nationaldenkmal) und Loretto (französischer Friedhof und Ossuarium, Gefallenenmahnmal Notre-Dame-de-Lorette).
Durch den Einbruch der Kohlenachfrage seit etwa 1960 leidet die Gegend – wie andere – unter dem industriellen Niedergang.

### Stammfamilien und Adelsgeschlechter im Mittelalter
Die Grafschaft Artois wird in Frankreich trotz der fast zweihundertjährigen Periode im Heiligen Römischen Reich unter den mächtigen Habsburgern stets als ein Stammgebiet der französischen Geschichte angesehen. Das liegt unter anderem daran, dass die alteingesessenen artesischen Adelsgeschlechter an mythisch gewordenen französischen Schlachten (Schlacht von Bouvines, Schlacht von Azincourt), an renommierten adeligen Turnieren und an ausschließlich von welschen Herrschern organisierten Kreuzzügen beteiligt waren. Ihre Namen stehen also neben jenen der hochadeligen Kriegsherren und der westeuropäischen Monarchen.
Erster Kreuzzug – Teilnehmende Ritter des Artois
- Baudoin de Bailleul
- Jean de Béthencourt
- Adam de Béthune
- Hugo von Falkenberg  (Hugues de Fauquembergues)
- Enguerrand de Lillers
- Rénier de Marquion
- Eustache de Thérouanne

Zweiter Kreuzzug – Teilnehmende Ritter des Artois
- Pierre d’Allennes
- Jean d’Azincourt
- Guillaume de Beaurain
- Raoul Corbet
- Sire de Crésecques
- Baudouin de Graincourt
- Sire d’Hezecques
- Sire d’Houdain
- Hugues d’Ollehain
- Sire de Sempy

Dritter Kreuzzug – Teilnehmende Ritter des Artois
- Pons d’Anven
- Hugues d’Auxy
- Baudouin d’Hennin
- Hugues de Saint-Pol

Fünfter Kreuzzug – Teilnehmende Ritter des Artois
- Baudoin d’Aurigny
- Dreux de Beauvain
- Asson de Beauvain
- Egide de Bertoult
- Eustache de Canteleu
- Gilles de Croisilles
- Adam de Gomicourt
- Baudoin de Graincourt
- Jacques de Graincourt
- Guy de Houdain
- Hugues d’Ollehain
- François de Pas
- Auseau de Rémy
- Erard de Saint-Pol

Sechster Kreuzzug – Teilnehmende Ritter des Artois
- Guillaume d’Arras
- Jean de Boffles
- Pierre de Chastelet
- Gui de Hauteclocque
- Baudouin d’Heuchin

Siebter Kreuzzug – Teilnehmende Ritter des Artois
- Baudouin de Blondel
- Jean de Beaufort
- Robert de France als Graf von Artois
- Adam du Mont-Saint-Eloi

Jean du Mont-Saint-Eloi
Jean de Pas
Achter Kreuzzug – Teilnehmende Ritter des Artois
- Eustache d’Auxy
- Enguerrand de Bailleul
- Geoffroi de Beaufort
- Simon de Cartes